# Бонёр, Жюльетт
Жюльетт Пейроль Бонёр (19 июля 1830[…], бывший 9-й округ Парижа — 29 апреля 1891, Париж) — французская художница. Была известна своими изображениями животных. Сестра Розы Бонёр (1822—1899), Огюста Бонёр (1824—1884) и Исидора Бонёр (1827—1901).

## Биография

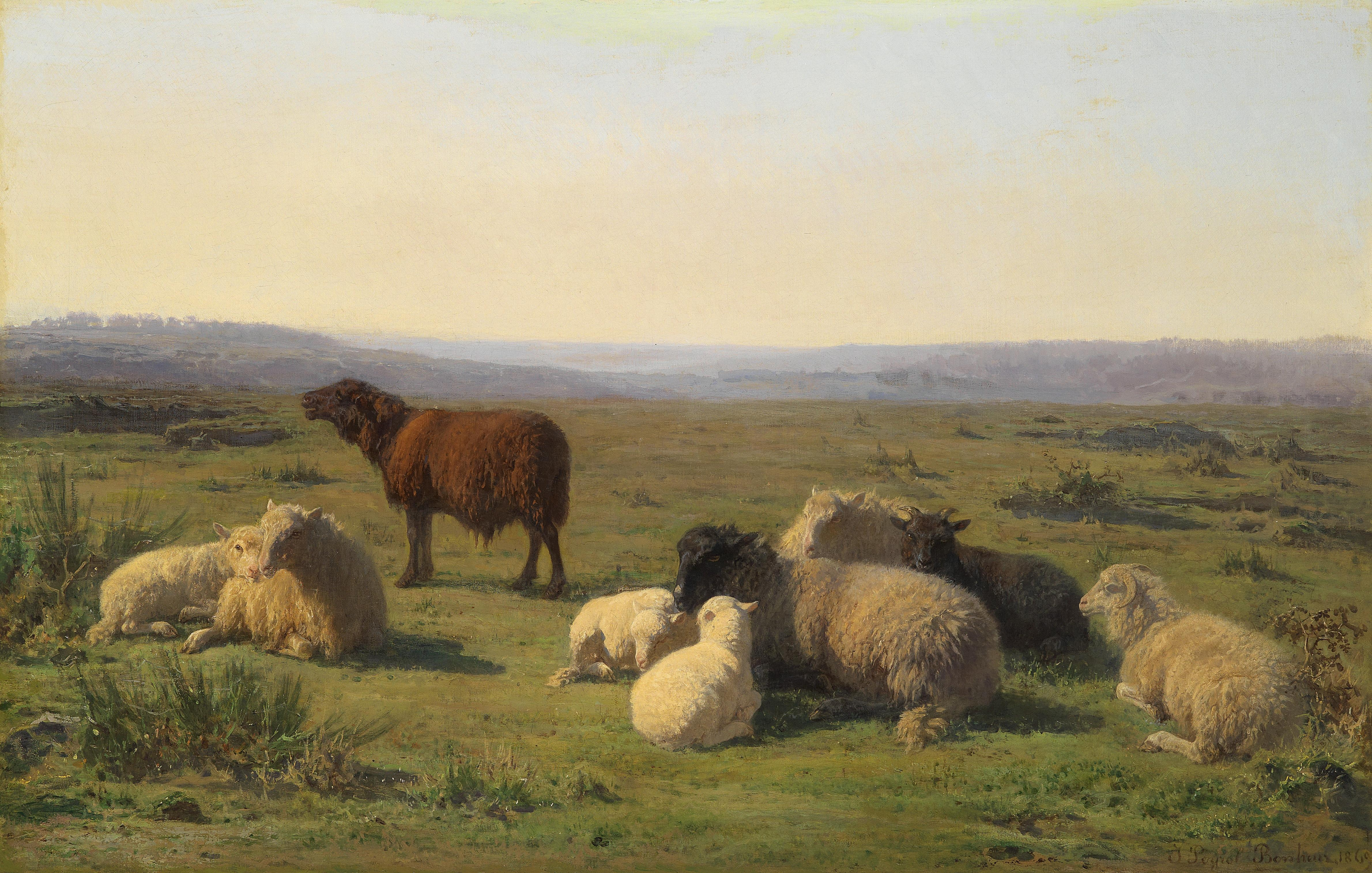
Жюльетт Пейроль Бонёр. Овцы, отдыхающие на лугу, 1869

Пейроль Бонёр родилась в Париже в 1830 году. Училась рисованию, как и её старшая сестра Роза, у своего отца. Её матерью была Софи Бонёр (урождённая Маркис), преподаватель фортепиано; она умерла, когда Пейроль Бонёр была ребёнком. Её отцом был Оскар-Раймонд Бонер, пейзажист и портретист, который поощрял художественные таланты своей дочери.
Она выставляла свои картины в парижском салоне с 1852 по 1889 год.
Умерла в Париже в 1891 году.
Работы Пейроль Бонёр были выставлены во Дворце изящных искусств на Всемирной выставке 1893 года в Чикаго, штат Иллинойс.

## Семья
Вышла замуж за Ипполита Пейроля, владельца бронзолитейного завода.